# Jesper Højer
Jesper Højer, født 1978, er en dansk erhversleder, der i februar 2017 blev udnævnt til global administrerende direktør for Lidl.
Højer har haft ledende stillinger indenfor Lidl siden 2003, dels i indkøbsfunktioner, dels som chef for Lidls aktiviteter i Belgien. Hans tiltræden som øverste chef sker efter intern uenighed mellem koncernens bestyrelsesformand Klaus Gehrig og Højers forgænger, Sven Seidel.